# ヴァリ (歌手)
ヴァリ（Valli、1958年12月26日 - ）は、アメリカ合衆国出身の歌手、ニューヘイブンのテレビやラジオ番組の司会者。ニューヨーク生まれで、出生名はヴァリ・ティンバート (Valli Timbert) という。

## 経歴
ヴァリは、2人組のシャグラン・ダムールとしてヒットとなった1981年のシングル「フレンチ・ナイト (Chacun fait (c'qui lui plaît))」で歌手活動を始めた。その後、1990年まで、ソロとして活動し、「The more I see you」（1986年）や「Place de la Madeleine」（1987年）を発表した。1986年には、アラン・シャバとともに、Canal+の番組『4C+』の司会者となった。また、Europe 2 (Virgin Radio の前身）のラジオパーソナリティとなった。
2002年、France Inter でラジオへ復帰し 、ラジオパーソナリティ、プロデューサーとして、成功した番組『Système Disque』など、いくつかの番組を手がけた。同時にテレビへも進出し、M6の『Plus vite que la musique』や、M6 Musicの『Flash』、アルテの『Tracks』などに出演した。
2013年、長くイサベル・ドーデンが司会を務めていた土曜日の夜8時から10時の音楽番組の枠を引き継ぎ、『Live me do』というタイトルで番組を放送した。

## France Inter における放送
- C'est comme à la radio（2002年夏、2003年夏）
- I love USA (moi non plus)（2004年夏）
- Il était une femme（2005年夏）
- Système Disque（2002年 - 2008年 - レコード産業を主題とした番組
- Système Disque（2008年 - 2010年 - 新譜レコードの批評
- Pop etc（2010年）
- Les Notes de Valli（2010年）
- Live me do（2013年）
- Coming Up!（2014年 - 現在）

## ディスコグラフィ

### シングル
- 1981年：フレンチ・ナイト (Chacun fait (c'qui lui plaît)) - デュオ、シャグラン・ダムール名義
- 1986年：The more I see you
- 1987年：Place de la Madeleine
- 1988年：Voilà la nouvelle
- 1989年：Light my fire